# Le Pont sur le Mississipi
Le Pont sur le Mississipi est la cent-cinquième histoire de la série Lucky Luke par Morris et Xavier Fauche et Jean Léturgie. Elle est publiée pour la première fois en album en 1994 sous le label Lucky Productions (album numéroté 32). Comme a son habitude, Morris a basé son histoire sur des faits réels et s'est librement inspiré de la construction du pont Eads, qui relie Saint-Louis, dans le Missouri, à East Saint Louis dans l'Illinois en franchissant le Mississippi.

## Résumé
Lucky Luke doit superviser la construction d'un pont sur le fleuve Mississippi, entre les villes de St-Louis et Illinois Town. Pour Bat Cayman, maire des deux villes, dont il entretient le crime et la corruption, cela signifierait la fin des affaires et il fera tout pour empêcher que le pont se termine.

## Orthographe du titre
L'album est paru sous le titre Le pont sur le Mississipi écrit avec un seul p, soit l'ancienne orthographe en français du fleuve américain (que l'on retrouve aussi dans le titre du film La Sirène du Mississipi). Lors de rééditions de l'album, Mississippi s'est retrouvé écrit avec deux p, son orthographe américaine et française actuelle même si le titre en page intérieure restait avec un seul p.

## Anachronismes et erreurs
Sur la planche 20B on voit Jolly Jumper lire Tom Sawyer, or Les Aventures de Tom Sawyer n'ont été publiées qu'en 1876 soit  deux ans après les évènements relatés dans l'album.
Sur la première planche, 1A, un texte indique qu’"en 1868 les voyageurs voulant traverser les États-Unis d’est en ouest se heurtaient à un obstacle considérable: le Mississipi". L’image ne montre aucune trace du pont. Or la construction du pont a débuté en 1867.
Sur la première case de la planche 4A, l’ingénieur James Eads déclare que "ça va faire quatre ans que le Président Grant m’a autorisé à construire ce pont". Or la construction du pont débuta en 1867, année où Andrew Johnson était Président des États-Unis, la présidence de Grant débutant en 1869. De plus l’intrigue se déroule en 1874, soit sept ans après le début de la construction, et non quatre.
Sur la cinquième et dernière case de la planche 4A, Lucky Luke déclare "[qu’il] doit neutraliser Jesse James, Joss Jamon, Pat Poker, Billy the Kid…". Sur l’image on le voit tenir les avis de recherches des bandits. Or, sur la planche 10A, Lucky Luke croise Pat Poker, paraît surpris de le rencontrer et lui demande "[s’il a] eu une remise de peine" ce à quoi Pat Poker répond qu’il est sorti librement de la prison en gagnant une partie de poker avec le directeur.